# Витте, Николай Иванович де
Николай Иванович де Витте (28 февраля (11 марта) 1820 — 10 (22) апреля 1898) — тайный советник, первый директор Московского реального училища.

## Биография
С 1835 года воспитывался в Артиллерийском училище[какое?], по окончании которого в 1839 году был произведён в прапорщики и оставлен в училище для продолжения обучения; произведён в подпоручики 14 апреля 1840 года, в поручики — 6 января 1842 года, в штабс-капитаны — 3 января 1846 года. Был прикомандирован с 3 апреля 1847 года ко 2-му Московскому кадетскому корпусу, а в феврале 1849 года переведён в гвардейскую пешую артиллерию — назначен в лейб-гвардии 2-ю артиллерийскую бригаду; с 11 июля 1849 года — инспектор классов кадетского корпуса.
Произведён в капитаны 8 апреля 1851 года; с 7 октября 1853 года — полковник полевой пешей артиллерии. Был награждён орденами Св. Станислава 2-й ст. с императорской короной (1856) и Св. Анны 2-й ст. с императорской короной (1861) Вышел в отставку 20 июня 1863 года.
В 1864 году был назначен окружным инспектором Московского учебного округа. В 1865 году получил орден Св. Владимира 3-й ст., в декабре 1867 года — чин действительного статского советника.
В 1873 году назначен директором в открывшееся Московское реальное училище и занимал эту должность до 14 июля 1878 года, когда стал заведующим учебной частью в приюте цесаревны Марии. Был награждён орденами Св. Станислава и Св. Анны 1-х степеней.
В 1882—1894 годах — инспектор классов и председатель педагогического совета Усачевско-Черняевского женского училища.
Де Витте был товарищем председателя комиссии по устройству народных чтений, почётным членом «Общества распространения полезных книг», членом Московского музея прикладных знаний, действительным членом Московского совета детских приютов и заведующим учебной частью в Николаевском и Яузском приютах.
В 1860 году было напечатано, составленное Витте «Собрание рисунков по технической части артиллерии» (М., Вып. 1).